# Greg Weisman
Greg Weisman (ur. 28 września 1963) – amerykański pisarz komiksów i powieści, współtwórca animacji, producent programów telewizyjnych oraz aktor głosowy. Najbardziej znany z seriali Gargoyles, The Spectacular Spider-Man oraz Liga Młodych.

## Początek kariery
Weisman jest zawodowym nauczycielem angielskiego pisania. Studia licencjackie ukończył na Uniwersytecie Stanforda, a następnie kontynuował edukacje na Uniwersytecie Południowej Kalifornii. W międzyczasie pracował w dziale redakcji DC Comics oraz współtworzył komiks Captain Atom z Cary'm Batesem.  

### Komiksy

#### Komiksy dla DC Comics
| Rok     | Tytuł                                                  | Numery  | Rola                       |
| ------- | ------------------------------------------------------ | ------- | -------------------------- |
| 1986    | All-Star Squadron                                      | 63–64   | Redaktor                   |
| 1986–87 | Who’s Who: The Definitive Directory of the DC Universe | 16–26   | Pisarz                     |
| 1987–88 | Secret Origins                                         | 17–23   | Redaktor                   |
| 1987–91 | Captain Atom                                           | 10–50   | Pisarz                     |
| 1988    | Young All-Stars                                        | 8–9     | Redaktor                   |
| 2011–13 | Liga Młodych                                           | 0, 7–25 | Pisarz (z Kevinem Hoppsem) |
| 2017    | The Fall and Rise of Captain Atom                      | 1–6     | Pisarz (z Cary'm Batesem)  |

#### Komiksy dla Marvel Komiks
| Rok     | Tytuł                    | Numery | Rola   |
| ------- | ------------------------ | ------ | ------ |
| 2015–16 | Star Wars: Kanan         | 1–12   | Pisarz |
| 2016    | Starbrand oraz Nightmask | 1–6    | Pisarz |

### Powieści
| Rok  | Tytuł                                          | Tytuł polski                            | Oryginalny wydawca     | Polski wydawca | Seria                | Oryginalny nr ISBN  |
| ---- | ---------------------------------------------- | --------------------------------------- | ---------------------- | -------------- | -------------------- | ------------------- |
| 2013 | Rain of the Ghosts                             | -                                       | St. Martin’s Press     | -              | Rain of the Ghosts   | ISBN 978-1250029799 |
| 2014 | Spirits of Ash and Foam                        | -                                       | St. Martin’s Press     | -              | Rain of the Ghosts   | ISBN 978-1250029829 |
| 2016 | World of Warcraft: Traveller                   | World of Warcraft: Traveller. Wędrowiec | Scholastic Corporation | Insignis Media | Warcraft             | ISBN 978-0545906678 |
| 2018 | World of Warcraft: Traveller – The Spiral Path | -                                       | Scholastic Corporation | -              | Warcraft             | ISBN 978-1338029376 |
| 2019 | War of the Spark: Ravnica                      | -                                       | Del Ray Books          | -              | Magic: The Gathering | ISBN 978-1984817457 |
| 2019 | War of the Spark: The Forsaken                 | -                                       | Del Ray Books          | -              | Magic: The Gathering | ISBN 1-9848-1794-9  |

## Filmografia

### Filmy
| Rok  | Tytuł                                 | Rola                  | Reżyser                            | Komentarz         | Przypisy |
| ---- | ------------------------------------- | --------------------- | ---------------------------------- | ----------------- | -------- |
| 2003 | Atlantyda. Powrót Milo                | -                     | Victor CookToby Shelton Tad Stones | Reżyser głosowy   | [ 1 ]    |
| 2003 | Bionicle: Maska światła               | -                     | Terry Shakespeare David Molina     | Scenarzysta       | [ 2 ]    |
| 2010 | DC Showcase: Green Arrow              | -                     | Joaquim Dos Santos                 | Scenarzysta       | [ 3 ]    |
| 2011 | Ikki Tousen: Shūgaku Tōshi Keppu-roku | Moutoku Sousou (głos) | Rion Kujo                          | Angielski dubbing |          |